# S/2006 S 9
S/2006 S 9 es un satélite natural de Saturno descubierto por Scott S. Sheppard, David C. Jewitt, Jan T. Kleyna, Edward J. Ashton, Brett J. Gladman, Jean-Marc Petit y Mike Alexandersen en 2006 utilizando el telescopio Subaru en los observatorios de Mauna Kea. Fue anunciado por el Centro de Planetas Menores el 3 de mayo de 2023 luego de un periodo de 18 observaciones entre el 1 de febrero de 2006 y el 9 de julio de 2021 en el que se confirmó la órbita del satélite.

## Características orbitales
S/2006 S 9 orbita a Saturno en 648.71 días (1 año y 283 días) con un semieje mayor de 14 492 000 km. Su excentricidad orbital es de 0.268 y su inclinación orbital es de 174.1°.
S/2006 S 9 es parte del grupo Nórdico, un cúmulo dinámico de satélites irregulares retrógrados de Saturno que siguen órbitas similares.

## Características físicas
Tiene un diámetro de aproximadamente 2 kilómetros para una magnitud absoluta de 16,5.